# 増殖炉
増殖炉（ぞうしょくろ、英語：breeder reactor）とは消費する核燃料よりも新たに生成する核燃料のほうが多くなる、つまり転換比が1を超える原子炉のことである。有限の天然ウラン資源を有効に利用することができるので先進諸国では実現に向けての努力が進められている。

## 種類
- 高速増殖炉
- 進行波炉